# 什锦饭

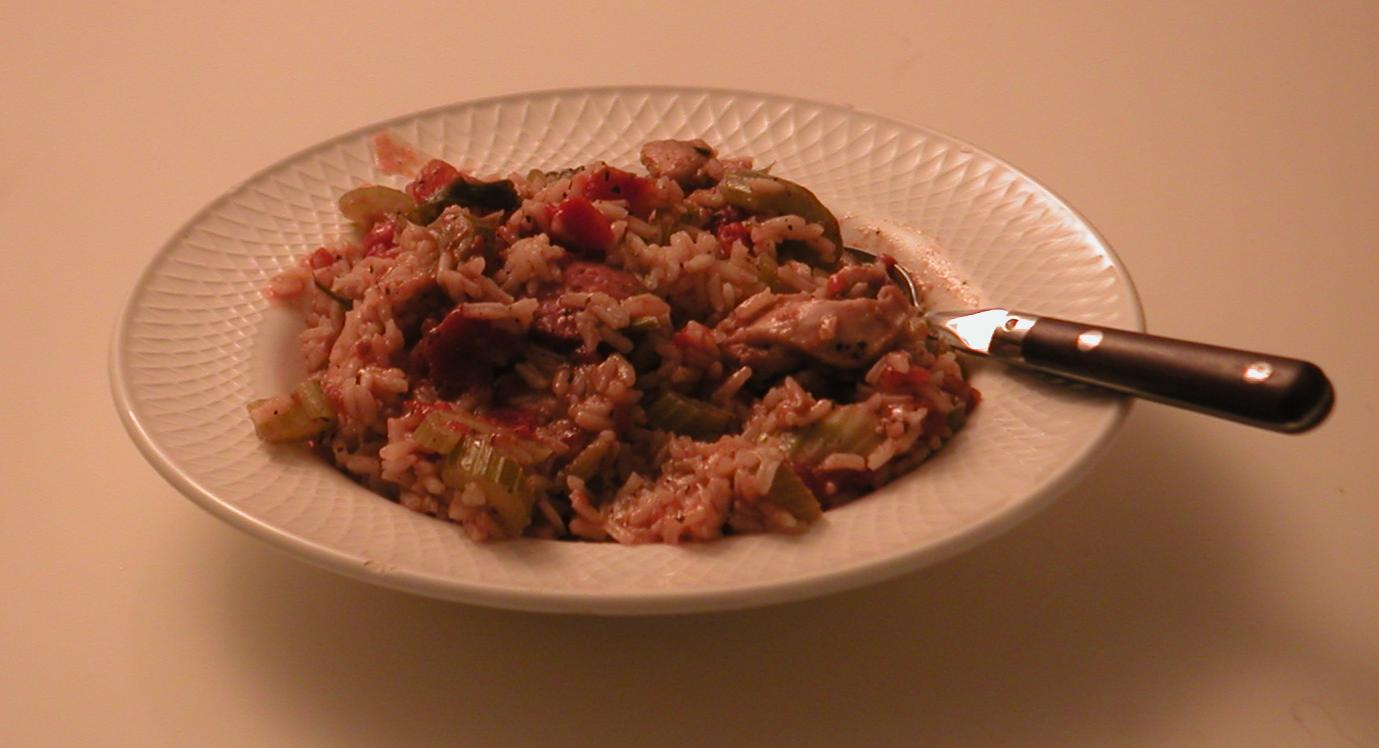
用雞肉、香腸、白飯、番茄、芹菜和辣椒烹煮而成的料理.

什錦飯（英語：Jambalaya）是一種用白飯和蝦仁和牡蠣、火腿或雞肉烹煮而成並用調味料和香料調味，美國路易斯安那州克里奥尔語區域烹飪的食物飯菜，源自于西班牙大锅饭，最早的書籍文獻紀錄出現在法國普羅旺斯的普羅旺斯方言1837年由作者Fortuné Chailan 出版的 Lou paysan oou théâtré。

## 節慶
1968年路易斯安那州州長John McKeithen宣布路易斯安那州的岡薩雷斯（Gonzales）為世界各地Jambalaya首都。每年春天在岡薩雷斯，舉行每年的什錦飯節日活動慶祝。